# Christian Chávez
José Christian Chávez Garza, noto semplicemente come Christian Chávez (Reynosa, 7 agosto 1983), è un cantante e attore messicano.

## Carriera

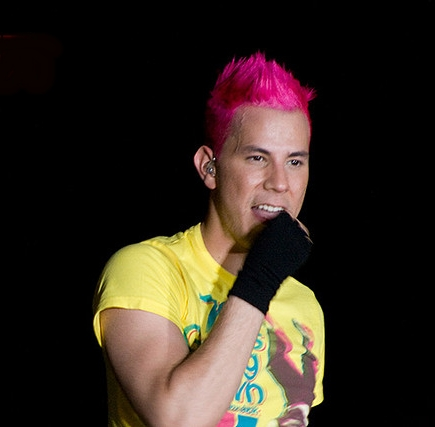
Christian Chávez nel 2008

Nel 2002 è nel cast della telenovela Clase 406, in cui recita accanto a Dulce María, Anahí e Alfonso Herrera.
Proprio con questi artisti, dal 2004 al 2009 ha fatto parte del gruppo pop RBD, che ha ottenuto successo in tutto il mondo. Parallelamente, dal 2004 al 2006 ha recitato nella telenovela Rebelde, trasmessa anch'essa in tutto il mondo.
Dal 2009, dopo lo scioglimento degli RBD, ha continuato a cantare e recitare. Ha pubblicato un album solista nel 2010.
Ha recitato nelle terza stagione della serie televisiva messicana La casa de las flores, creata e diretta da Manolo Caro e distribuita da Netflix nel 2020, in cui ha impersonato Patricio Lascurain, conosciuto come Pato, uno dei personaggi protagonisti del flash back ambientato negli anni settanta e anni ottanta del XX secolo. Rappresenta un ragazzo apertamente gay, che tenta di strappare il ragazzo di cui è innamorato dal matrimonio d'interesse, combinato dai genitori, con l'amica Virginia de la Mora.

## Vita personale
All'età di ventiquattro anni è stato vittima di un outing, quando, nel marzo 2007, un periodico messicano ha pubblicato delle fotografie in cui si scambiava degli anelli con un altro uomo (in seguito identificato come il marito B.J. Murphy, incontrato in Canada durante le riprese della telenovela Rebelde, dopo un rapporto concluso con Gianni Parra), che la rivista indicava essere un fidanzato canadese. Le foto erano state scattate nel 2005, anno in cui i matrimoni tra persone dello stesso sesso sono diventati legali in Canada. Ci furono significative speculazioni su come le fotogrefie potessero essere entrate in possesso della stampa, poiché la cerimonia includeva solo i membri più stretti della famiglia.
Nell'ottobre 2006 l'attore aveva negato le voci relative alla sua omosessualità, ma, in seguito all'episodio, in un messaggio riportato dal sito web di RBD, ha dichiarato che le foto mostravano una parte di lui che non era stato ancora pronto ad affrontare pubblicamente. Il messaggio venne interpretato come la decisione di Chávez fare coming out e fece notizia a causa delle radici cattoliche e tradizionalmente conservatrici del Messico.. Venne descritto come la prima figura di alto profilo nel mondo dello spettacolo messicano a dichiararsi pubblicamente gay.
Nel giugno 2007 in un'intervista all'emittente Televisa, ha affermato che la decisione di fare coming out gli ha consentito di iniziare un processo di rinascita, che glià consentito di lasciarsi alle spalle le cose negative e iniziare una vita meravigliosa.

## Discografia
Con RBD

### Album studio
- 2010: Almas transparentes
- 2012: Esencial (live)

### Extended play (EP)
- 2011: Libertad EP
- 2012: Esencial EP
- 2018: Conectado

### Singoli
- 2010: ¿En Dónde Estás?
- 2010: Almas Transparentes
- 2011: Libertad (con Anahí)
- 2012: Sacrilégio
- 2012: Mas Vale Tarde Que Nunca (con Ana Victoria)

### Tour
- 2009: Christian Pocket Show
- 2010: Libertad World Tour
- 2012: Esencial Tour

## Filmografia

### Televisione
| Anni    | Titolo                         | Ruolo                     | Note                     |
| ------- | ------------------------------ | ------------------------- | ------------------------ |
| 2002–03 | Clase 406                      | Fernando 'Fercho' Lucena  | Protagonista; Soap opera |
| 2004–06 | Rebelde                        | Giovanni Méndez López     | Protagonista; Soap opera |
| 2007    | RBD: La Familia                | Chris                     | Protagonista; Serie TV   |
| 2009–10 | Hasta que el dinero nos separe | Sergio                    | Telenovela               |
| 2012    | Fixing Paco                    | Daniel                    | Serie TV                 |
| 2016    | Despertar contigo              | Christian                 | Telenovela               |
| 2018    | Rosario Tijeras                | Mateo Prieto 'El Guarro'  | Serie TV, telenovela     |
| 2018    | Like                           | Gabo                      | Protagonista; Telenovela |
| 2020    | La casa de las flores          | Patricio "Pato" Lascuráin | Netflix, Serie TV        |
| 2021    | La suerte de Loli              |                           |                          |

## Reality show
- Top chef estrellas (2014) - concorrente
- Esse artista sou eu (2014) - concorrente